# Ібіса (Іспанія)
Ібі́са (ісп. Ibiza, МФА: [iˈβiθa]), або Ейві́сса (кат. Eivissa, МФА: [əjˈvisə]) — столиця острова Ібіса. Знаходиться на сході однойменного острова. В економіці міста переважають сфера послуг, туристична індустрія та дрібна торгівля. Ейвісса широко відома завдяки відпочинку та нічному життю міста. Дістатися міста можна морським шляхом або літаком. Столиця є найгустозаселенішою частиною Соснових островів, що включають Ібіцу та Форментеру.
Місцеві мешканці називають місто Vila d'Eivissa (місто Ейвісси) чи просто Vila («містечко»). Каталанську назву було відновлено як офіційну 1968 року. Місто поділено на дві частини: «старе» або дослівно «верхнє місто» (Dalt Vila), розташоване на гористім узбережжі, та сучасний район званий «розширенням» (Eixample).

## Клімат
Протягом шести холодних місяців (від жовтня до березня) температура коливається між 7 і 23 °C, а середня температура становить 15 °C. У теплі місяці температура коливається від 15 — 19 °С до 20 — 34 °С. Середня вологість повітря становить 72 %.

## Історія

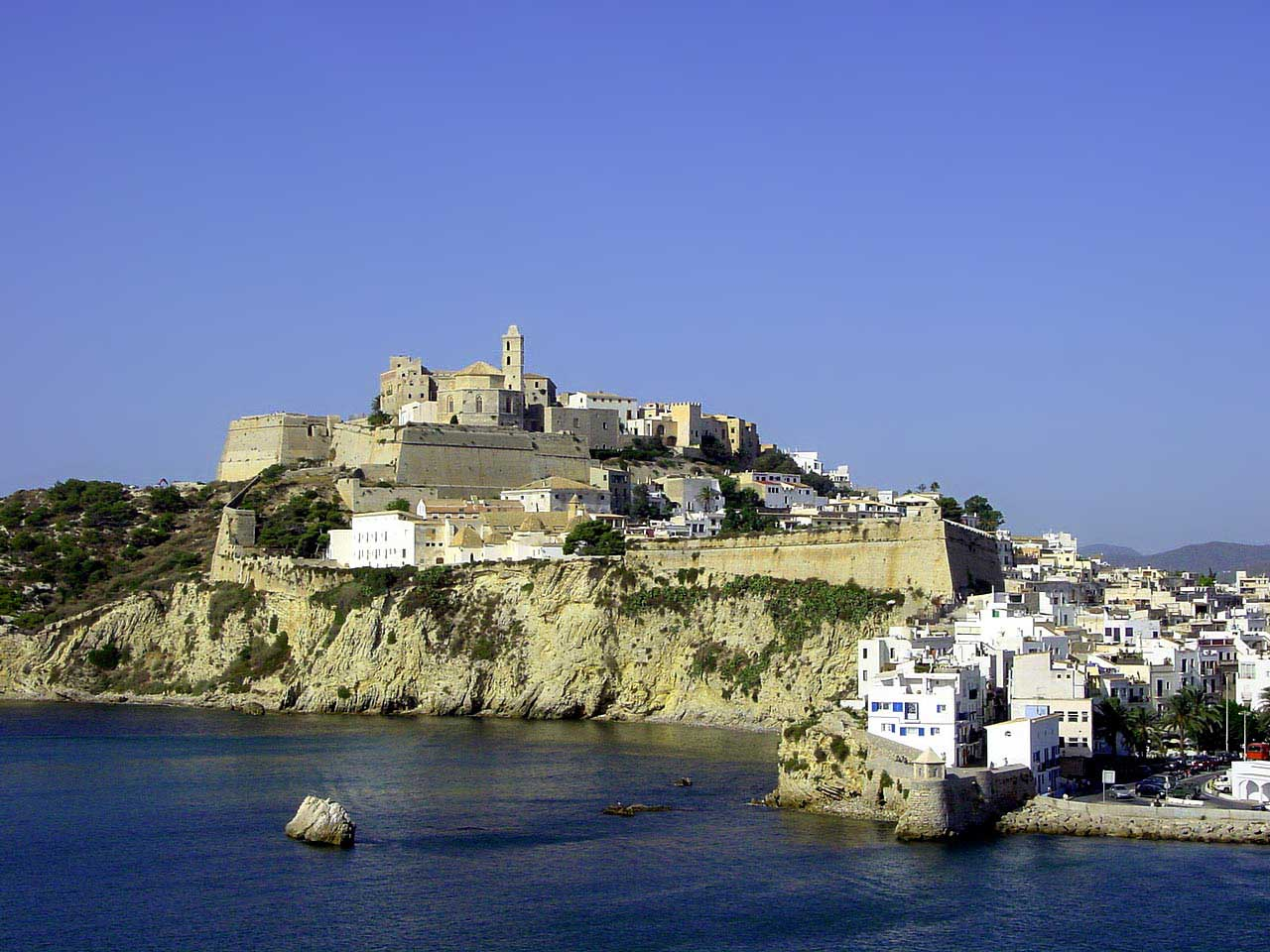
Старе місто (Дальт Віла)

Айбошім, місто бога Беса, було засноване фінікійцями у 663 році до н. е. (за класичними текстами). Ядро міста складалося з акрополя й портової зони на березі бухти. На острові також були храми, ремісничі зони з важливими гончарними майстернями. У V ст до н. е. тут налічується від 4000 до 5000 мешканців. Протягом пунічної епохи тут був надзвичайно життєздатний комерційний центр, який експортував готову продукцію у різні куточки Середземномор'я. Після зруйнування Карфагена в 146 році до н. е., місто Ібіца підтримувало свою політичну й торгову самостійність, конкуруючи з римськими містами. Цей етап завершився, коли Тит Флавій Веспасіан перетворив його на римське місто у 70 році. Відтоді розпочався період занепаду, що тривав протягом майже всієї епохи римського панування, аж до приходу вандалів у 424 році і подальшої окупації арабами. У 1235 р. місто було завойоване таррагонським архиєпископом Ґільємом да Мунґрі (кат. Guillem de Montgrí), португальським принцом Педру (порт. Pedro de Portugal) та графом Нуно Сансом (кат. Nunó Sanç), за наказом короля Якова І Арагонського. Старовинна частина міста відома під назвою Дал-Біла (високе місто). Середньовічна Дал-Біла була укріплена королем Філіпом ІІ, з метою захистити місто від нападів Османської імперії та піратів.

## Пам'ятки

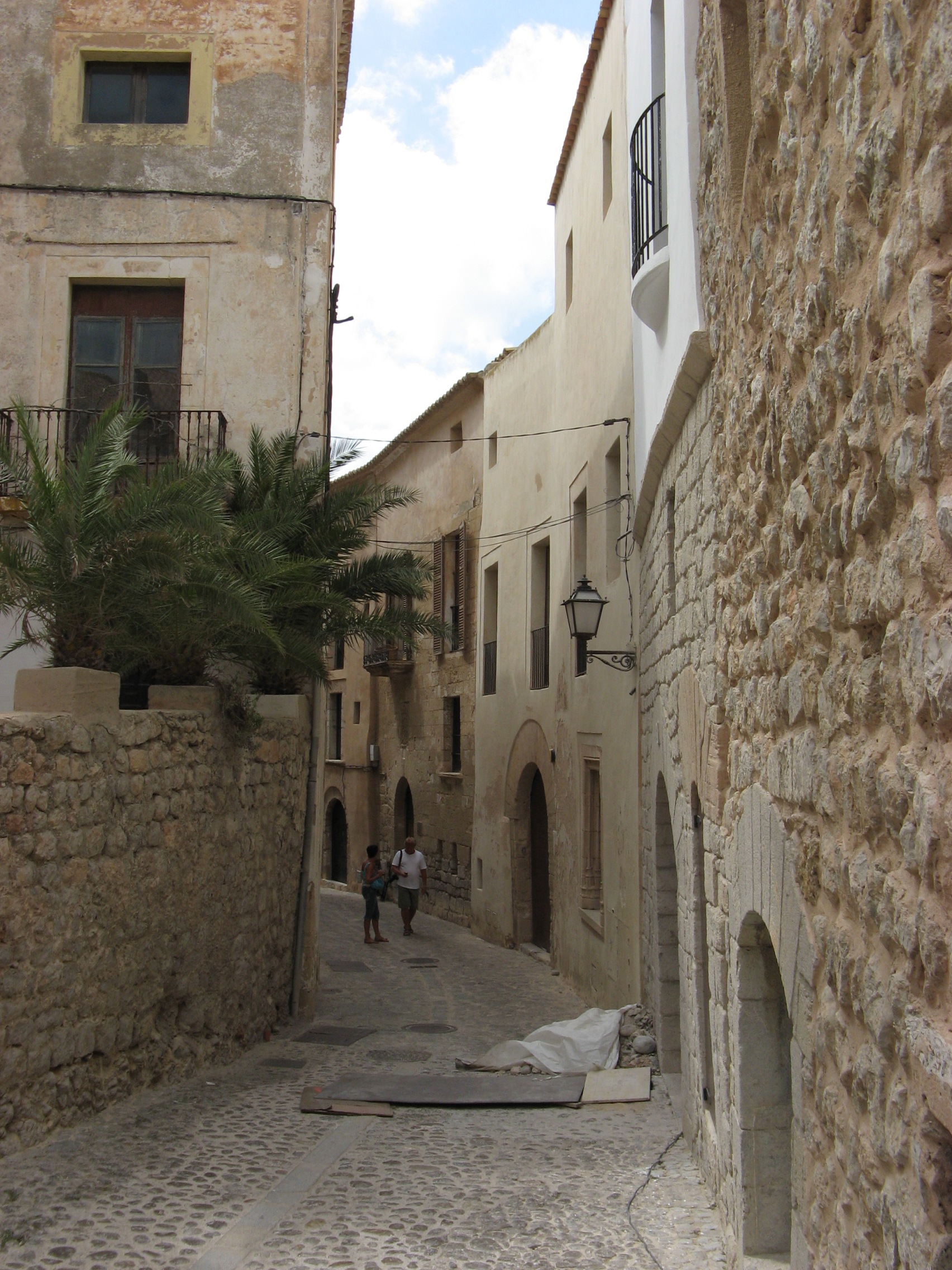
Старовинний центр міста

Серед пам'яток архітектури виділяють собор (XIV ст) і мури доби Відродження (XVI ст). Обидві пам'ятки у 1999 р. включено до світової спадщини ЮНЕСКО. Також виділяють Єпископський палац, музеї та старовинний домініканський монастир, замок і найважливіше — пунічний середземноморський некрополь і порт, що існує від фінікійської епохи.

## Релігія
- Центр Ібіської діоцезії Католицької церкви.